# Rhodesiella monticola
Rhodesiella monticola är en tvåvingeart som beskrevs av Kanmiya 1987. Rhodesiella monticola ingår i släktet Rhodesiella och familjen fritflugor.
Artens utbredningsområde är Taiwan. Inga underarter finns listade i Catalogue of Life.